# IC 4476
IC 4476 — галактика типу E (еліптична галактика) у сузір'ї Терези.
Цей об'єкт міститься в оригінальній редакції індексного каталогу.